# 渴望 (电视剧)
《渴望》是一部中国50集室内家庭伦理电视剧，北京电视艺术中心制作，在1990年首播，其收视率达到空前的90.78%。本剧被认为是中国内地电视史上第一部室内剧。

## 背景
有人认为《渴望》“把知识分子在现实生活中无耻之尤的另一面活生生地表现了出来”。

## 故事梗概
文革中北京的女工刘慧芳被车间主任宋大成和在工厂劳动的大学毕业生王沪生追求。当时工人师傅的成分要比知识分子好得多。但刘慧芳还是决定嫁给了需要帮助的王沪生。王沪生的姐姐王亚茹的未婚夫罗冈由于政治立场问题被送往五七干校改造。王亚茹和罗冈的私生女被丢弃之后被刘慧芳的妹妹燕子捡到，刘慧芳将其取名刘小芳抚养成人。其间宋大成对刘家时常关心照顾。
文革之后王家被平反，地位提升。王亚茹不喜欢不是王家骨肉的刘小芳。刘慧芳和变心的王沪生离婚。这时罗冈成了上夜校的燕子的老师。罗冈发现了小芳是自己的女儿。

## 主要人物
- 刘慧芳：凯丽（张凯丽）饰演。女主角，心地善良，忍辱负重。
- 王沪生：孙松饰演。刘慧芳的丈夫。知识分子，失落时需要照顾，得意时看不起工人。
- 刘大妈：韩影饰演。刘慧芳的母亲，善良而口直心快的北京老太太。
- 宋大成：李雪健饰演。机械厂车间副主任，刘慧芳的同事、朋友。乐于助人。
- 王亚茹：黄梅莹饰演。王沪生的姐姐，有成就的外科医生，但看不起工人。
- 田莉：庞敏饰演。产科医生，王亚茹的同事、好友，热心待人。
- 徐月娟：杨青饰演。刘慧芳的同事，宋大成的妻子，口直心快，小心眼。
- 刘燕：邸英、孟秀分别饰演不同时期。刘慧芳的妹妹，后考上大学中文系。
- 肖竹心：吴玉华饰演。王沪生的大学同学、初恋情人，福建人，心地善良。
- 刘晓芳（罗丹）：先后由六人饰演不同时期。王亚茹与罗冈的亲生女儿，刘燕捡来后来被刘慧芳抚养长大。
- 王东：先后由五人分别饰演不同时期。刘慧芳与王沪生的儿子，在肖竹心的教导下学会弹钢琴。
- 刘国强：宗平饰演。刘慧芳弟弟，曾在东北部队当连长。
- 罗冈：郑乾龙饰演。王亚茹的情人，知识分子，同样心地善良。受到劳改，他因将王亚茹跟他生下的女婴遗失而受到王亚茹的记恨。
- 王子涛：蓝天野饰演。王沪生、王亚茹的父亲，研究院院长，文革时被打倒，头脑冷静行为理性的长者。
- 王母：肖驰饰演。王沪生、王亚茹的母亲。

## 创作人员
- 导演：鲁晓威（作品包括《钟鼓楼》《幻影》《三口之家》《生死同行》《人见人爱》《小李飞刀续集》《四合院》等）
- 编剧：李晓明
- 策划：王朔等
- 导播：赵宝刚（作品包括《编辑部的故事》《皇城根》《过把瘾》《东边日出西边雨》《一场风花雪月的事》《无雪的冬天》《永不瞑目》《像雾像雨又像风》等）

## 创作
根据导演鲁晓威的介绍：主创人员王朔、李晓明、郑晓龙、郑万隆等人是在涮羊肉时提出的故事构想，故事是从报纸上不足100字的报道衍生的。时任中心编辑室主任的李晓明最初写了7万字的大纲，只有两个人物：东方温柔的女性和恶大姑子。鲁晓威接手导演工作后扩写了110万字的导演台本，故事简单总结为“大姑子的孩子丢了，弟媳妇捡着了，还给她了”。这里面有亲情、爱情、友情、真情以及世情，主题是“人间真善美，与人要奉献”。在北京一共拍了10个月。
鲁晓威表示：刘慧芳集东方女性所有美好品质于一身，她是非常理想化的人物，她的作用是呼唤传统美德的回归，但不能起垂范作用，不能模仿。所以其他人物就必须有血有肉来陪衬她。

## 主题歌
- 主题曲：《渴望》易茗作词，雷蕾[註 1]作曲，毛阿敏演唱。歌中唱道：“悠悠岁月，欲说当年好困惑，亦真亦幻难取舍。悲欢离合都曾经有过，这样执着，究竟为什么。”
- 部分集使用的片头曲：《好人一生平安》易茗作词，雷蕾作曲，李娜演唱。歌中唱道：“有过多少往事，仿佛就在昨天；有过多少朋友，仿佛还在身边。”

这两首歌曲随着《渴望》的热播在1990年立刻成了最流行的歌曲。
- 香港版主题曲：《原来是爱》由邝美云演唱。

## 影响
《渴望》的异常成功使剧中演员迅速成名。凯丽、韩影等被请到1991年的中国中央电视台《春节联欢晚会》 （页面存档备份，存于）。但之后除了李雪健之外其他演员没有轰动作品。
在现实生活中，有人把善良而忍气吞声的人叫做“刘慧芳”，把忘恩负义的人叫做“王沪生”。而片尾曲的曲名“好人一生平安”则经常被人引用作为祝愿，比如中国中央电视台《艺术人生》节目主持人朱军在采访《排球女将》主演荒木由美子之后祝她“好人一生平安”。
另外，这部电视剧曾经在朝鲜、越南播放后引起轰动效应。

### 收视率
在1990年代初期，根据现有的纪录，除去《渴望》，中国电视连续剧收视率最高的《北京人在纽约》在中国的收视率是近30%。而《渴望》达到的90.78%的收视率虽然准确度未必可信，但根据当时的实际经验而言，其受欢迎程度可以说是空前绝后，公安部甚至因为该剧播出期间全国犯罪率下降而表彰《渴望》剧组。同年的电视连续剧《公关小姐》在某些地区创造了52.76%到90.78%的收视率，而全国的收视率要低很多。之后《还珠格格》前两部达到40-50%的收视率。近年来收视率最高的2005年超级女声决赛的收视率不过49%。
在之后《渴望》陆续重播，仍然获得了很好的收视率。如2006年世界杯足球赛期间四川卫视重播《渴望》仍达到了2.2%的好成绩。

## 奖项与提名
| 年份   | 颁奖典礼               | 奖项           | 作品   | 结果 |
| ------ | ---------------------- | -------------- | ------ | ---- |
| 1991年 | 第9届中国电视金鹰奖    | 优秀连续剧     |        | 獲獎 |
| 1991年 | 第9届中国电视金鹰奖    | 最佳男主角     | 李雪健 | 獲獎 |
| 1991年 | 第9届中国电视金鹰奖    | 最佳女主角     | 张凯丽 | 獲獎 |
| 1991年 | 第9届中国电视金鹰奖    | 最佳男配角     | 孙松   | 獲獎 |
| 1991年 | 第9届中国电视金鹰奖    | 最佳女配角     | 韩影   | 獲獎 |
| 1991年 | 第11届中国电视剧飞天奖 | 优秀长篇连续剧 |        | 獲獎 |
| 1991年 | 第11届中国电视剧飞天奖 | 最佳男配角     | 李雪健 | 獲獎 |

## 节目变迁
| 重温经典频道 电视剧剧场二 週一至週日 21:00-22:30 | 重温经典频道 电视剧剧场二 週一至週日 21:00-22:30 | 重温经典频道 电视剧剧场二 週一至週日 21:00-22:30 |
| ------------------------------------------------ | ------------------------------------------------ | ------------------------------------------------ |
|                                                  | 渴望 （2024.2.15 - 2024.3.10）                   |                                                  |
| 四世同堂 （2024.2.1 - 2024.2.14）                | 贫嘴张大民的幸福生活 （2024.3.11 - 2024.3.20）   |                                                  |